# Île Leontiev
L'île Leontiev est une île de la mer de Sibérie orientale dans l'archipel des îles Medveji en Russie.
Elle fait administrativement partie de la Yakoutie.

## Géographie
Elle est située dans la partie centrale des îles Medveji, à 125 kilomètres au nord de l'embouchure de la Kolyma et à 7 kilomètres au sud de l'île Pushkarev. L'île Lysov se trouve à 3,3 kilomètres au sud de l'île Léontiev.
Il s'agit de la deuxième plus grande île du groupe, après l'île Krestovsky. Elle a une forme allongée en s'étendant vers le nord. Elle mesure 13 kilomètres de long et 1 kilomètre de large au sud jusqu'à 7 kilomètres dans la partie nord. Elle se compose de deux chaînes de montagnes parallèles, atteignant 80 mètres de haut, reliées par un nœud montagneux. De petits ruisseaux, parfois marécageux, descendent des hautes terres centrales jusqu'aux côtes nord-ouest et est. Les rives sont pour la plupart abruptes et inaccessibles, jusqu'à 22 mètres de haut, devenant plus inclinées dans la zone de l'est de la baie de Lagernaya et de l'ouest de la baie d'Opasnaya. Il y a beaucoup de bois flotté sur l'île et il y a eu des os de mammouth.
La flore et la faune sont typiques de l'ensemble des îles Medveji - herbes courtes rares, mousses, lichens, cerfs, ours, loups, renards et petits rongeurs venant du continent. Sur la petite péninsule du nord, les découvreurs ont trouvé une structure en bois faite de planches grossièrement taillées avec des outils en pierre, indiquant que des hommes étaient présents ici avant même la découverte des îles.

## Histoire
L'île de Léontiev, ainsi que le reste des îles du groupe, a été découverte en 1710 par le cosaque Yakov Permyakov (en), mais elle n'a été inscrite sur la carte qu'en 1769 par les enseignes de géodésie Ivan Léontiev, Ivan Lysov et Alexeï Pushkarev, qui s'y sont rendus sur des traîneaux à chiens en partant de Nijnekolymsk. L'île porte le nom du premier cité.